# 廣幡八幡宮 (柏市)
廣幡八幡宮（ひろはたはちまんぐう）は千葉県柏市にある神社である。旧社格は村社。

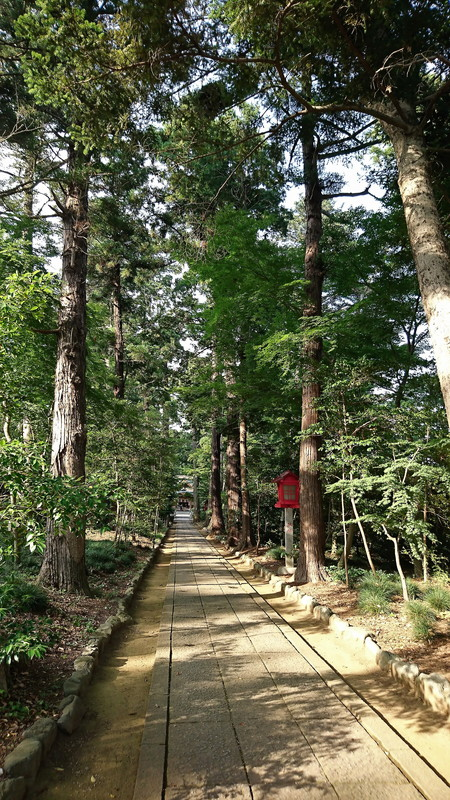
参道

## 由緒
社伝によれば、宇多天皇の時代（887～897年）、「下総国第一鎮守宇多天皇勅願所」として鎮座。 

## 歴史
- 887年～897年の間、創建その後廃れる
- 1193年（建久4年）再建
- 1649年（慶安3年）徳川家光、朱印地十石を献上。
- 1758年（宝暦7年）伯州刺史藤原正珍、石華表一基を寄進
- 1993年（平成5年）鎮座800年を記念して本殿を造営

## 祭神
- 誉田別命
- 気長足姫尊
- 玉依姫命
- 仲哀天皇
- 武内宿禰

## 交通
- JR常磐線柏駅から4km、徒歩50分
- 東武野田線増尾駅から1.5km、徒歩19分。